# Anisopappus
 Anisopappus   Hook. & Arn., 1837 è un genere di piante angiosperme dicotiledoni della famiglia delle Asteraceae, sottofamiglia Asteroideae, tribù Athroismeae e sottotribù Anisopappinae.

## Etimologia
Il nome del genere deriva da due parole greche: "anisos" (= diseguale) e "pappus" (= il pappo dei frutti di alcune piante).
Il nome scientifico del genere è stato definito dai botanici William Jackson Hooker (1785-1865) e George Arnott Walker Arnott (1799-1868) nella pubblicazione " Botany of Captain Beechey's Voyage ; comprising an account of the plants collected by Messrs. Lay and Collie..." ( Bot. Beechey Voy. 196) del 1837.

## Descrizione

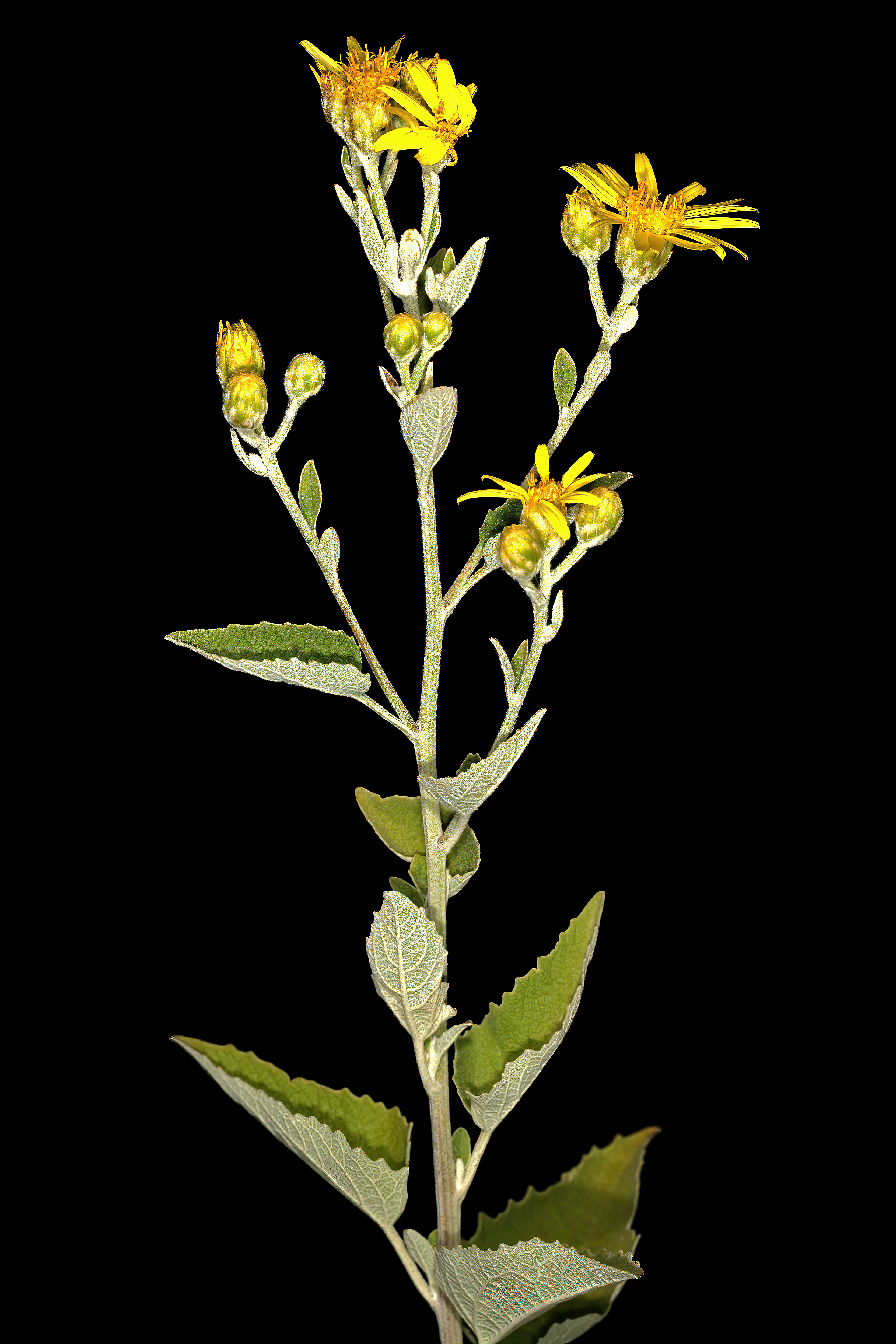
Il portamento
Anisopappus junodii

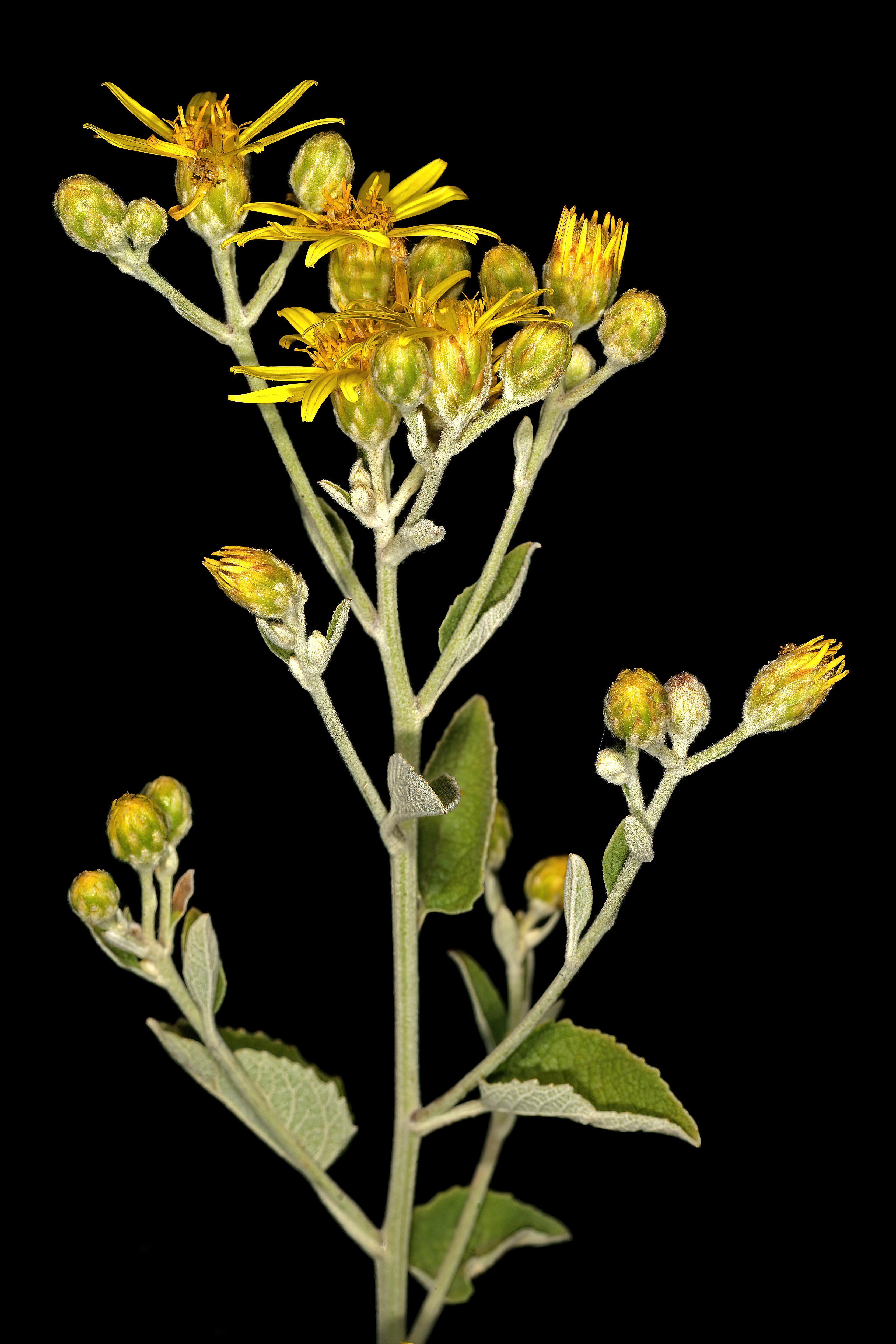
Infiorescenza
Anisopappus junodii

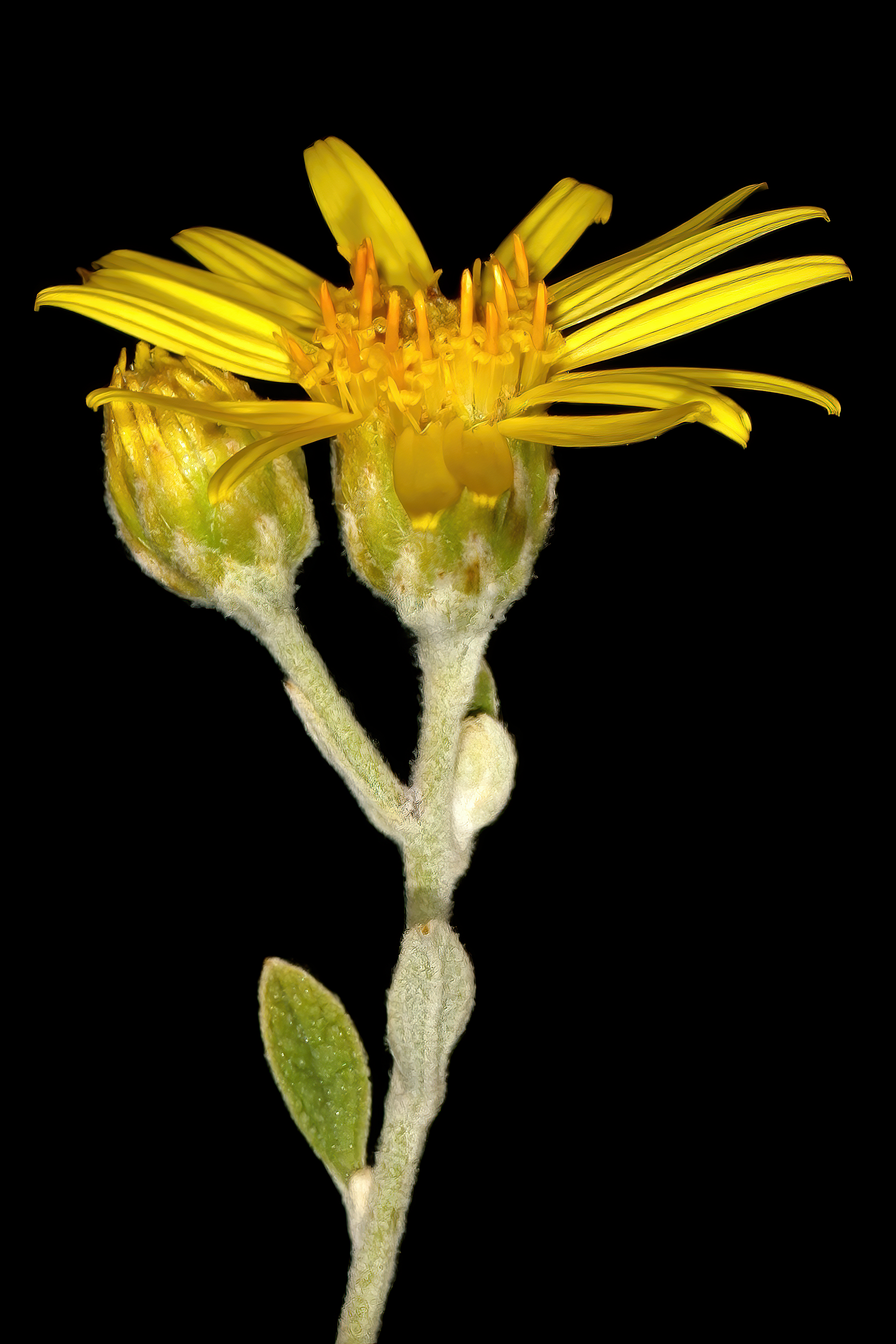
I fiori
Anisopappus junodii

Portamento. Il ciclo biologico di queste piante è annuale o perenne con un habitus tipicamente erbaceo.
Fusto. La parte aerea in genere è eretta, semplice o ramosa. I fusti non sono alati e sono privi di canali resiniferi.
Foglie. Le foglie lungo il caule sono disposte in modo alterno. La forma della lamina varia da lineare a ovato, qualche volta è sub-cordato; il contorno della lamina  può essere sia di tipo intero che pennatifida o anche pennata. La superficie è trinervata e pelosa.
Infiorescenza. Le sinflorescenze consistono in capolini terminali raggruppati a pannocchia (infiorescenza panicolata) o raramente in sub-ombrelliforme. Le infiorescenze vere e proprie sono composte da un capolino terminale peduncolato di tipo radiato o, raramente, disciforme, normalmente con fiori eterogami (raramente omogami). I capolini sono formati da un involucro, con forme campanulate o emisferiche, composto da diverse brattee, al cui interno un ricettacolo fa da base ai fiori di due tipi: fiori del raggio e fiori del disco. Le brattee, piatte e a consistenza erbacea (scariose all'apice), sono disposte in modo più o meno embricato su più serie (da 3 a 5). Il ricettacolo è convesso, raramente conico, e normalmente con pagliette (ripiegate) a protezione della base di fiori.
Fiori.  I fiori sono tetra-ciclici (formati cioè da 4 verticilli: calice – corolla – androceo – gineceo) e pentameri (calice e corolla formati da 5 elementi). Si distinguono in:
- fiori del raggio (esterni): sono femminili e sono disposti su una serie; la forma è ligulata (zigomorfa); a volte possono mancare o essere sterili oppure essere provvisti di androceo (fiori staminoidi);
- fiori del disco (centrali): sono più numerosi con forme tubulose e sono ermafroditi, raramente solo funzionalmente maschili.

I fiori del disco  I fiori del raggio sono femminili, qualche volta con 
- Formula fiorale:

*/x K {\displaystyle \infty }, [C (5), A (5)], G 2 (infero), achenio 
- Calice: i sepali del calice sono ridotti ad una coroncina di squame.

- Corolla:

- fiori del raggio: la forma della corolla alla base è più o meno tubulosa-imbutiforme, mentre all'apice è ligulata; la ligula può terminare con alcuni denti; il colore è giallo;
- fiori del disco: la forma è tubulare bruscamente divaricata in 5 lobi; i lobi, patenti o eretti, hanno una forma deltata o più o meno lanceolata sono corti, lisci e senza peli spinosi all'apice; il colore può essere giallo o giallo-oro. Le pareti cellulari epidermiche sono dritte e senza cristalli aghiformi.

- Androceo: l'androceo è formato da 5 stami sorretti da filamenti generalmente liberi; gli stami sono connati e formano un manicotto circondante lo stilo; le teche (produttrici del polline) alla base sono minutamente speronate e hanno una coda lunga o corta; le appendici apicali delle antere hanno delle forme ovate; il tessuto endoteciale (rivestimento interno dell'antera) è polarizzato (con due superfici distinte: una verso l'esterno e una verso l'interno). Il polline è sferico con un diametro medio di circa 25 micron;  è tricolporato (con tre aperture sia di tipo a fessura che tipo isodiametrica o poro) ed è echinato (con punte sporgenti).

- Gineceo: l'ovario è infero uniloculare formato da 2 carpelli. Lo stilo (il recettore del polline) è profondamente bifido (con due stigmi divergenti) e con le linee stigmatiche marginali separate. I due bracci dello stilo hanno una forma da lanceolata a deltoide e possono essere papillosi con papille ottuse.

Frutti. I frutti sono degli acheni con pappo. La forma è sub-affusolata (ellissoide) e strettamente obovata, con coste longitudinali ed epidermide senza cristalli. Il pappo è formato da piccole scaglie fuse alla base formanti una specie di tazza, oppure è assente.

## Biologia
Impollinazione: l'impollinazione avviene tramite insetti (impollinazione entomogama tramite farfalle diurne e notturne).

Riproduzione: la fecondazione avviene fondamentalmente tramite l'impollinazione dei fiori (vedi sopra).

Dispersione: i semi (gli acheni) cadendo a terra sono successivamente dispersi soprattutto da insetti tipo formiche (disseminazione mirmecoria). In questo tipo di piante avviene anche un altro tipo di dispersione: zoocoria. Infatti gli uncini delle brattee dell'involucro (se presenti) si agganciano ai peli degli animali di passaggio disperdendo così anche su lunghe distanze i semi della pianta. Inoltre per merito del pappo (se presente) il vento può trasportare i semi anche a distanza di alcuni chilometri (disseminazione anemocora).

## Distribuzione e habitat
Le specie di questo genere sono distribuite in Africa tropicale e Asia orientale.

## Sistematica
La famiglia di appartenenza di questa voce (Asteraceae o Compositae, nomen conservandum) probabilmente originaria del Sud America, è la più numerosa del mondo vegetale, comprende oltre 23.000 specie distribuite su 1.535 generi, oppure 22.750 specie e 1.530 generi secondo altre fonti (una delle checklist più aggiornata elenca fino a 1.679 generi). La famiglia attualmente (2021) è divisa in 16 sottofamiglie; la sottofamiglia Asteroideae è una di queste e rappresenta l'evoluzione più recente di tutta la famiglia.

### Filogenesi
Il gruppo di questa voce è descritto nella sottotribù Anisopappinae (tribù Athroismeae). La tribù Athroismeae, una delle 21 tribù della sottofamiglia Asteroideae, fa parte del supergruppo (o sottofamiglia) "Asteroideae grade"; l'altro è il supergruppo "Non-Asteroideae".  La sottotribù Anisopappinae è caratterizzata da capolini di tipo radiato (raramente discoide), dal ricettacolo generalmente provvisto di pagliette, da corolle pentalobate e da fusti con foglie picciolate (raramente sessili).
I caratteri distintivi del genere sono:
- i capolini sono dl tipo radiato;
- il ricettacolo ha le pagliette (raramente è senza).

Il numero cromosomico delle specie di questo genere è: 2n = 14.

### Elenco delle specie
Questo genere ha 46 specie:
- Anisopappus abercornensis G.Taylor
- Anisopappus africanus Oliv. & Hiern
- Anisopappus alternifolius (Less.) Bengtson & Anderb.
- Anisopappus alticola (Humbert) Wild
- Anisopappus anemonifolius (DC.) G.Taylor
- Anisopappus angolensis O.Hoffm.
- Anisopappus athanasioides Paiva & S.Ortiz
- Anisopappus bampsianus Lisowski
- Anisopappus boinensis (Humbert) Wild
- Anisopappus brandbergensis (P.P.J.Herman) Bengtson, M.Englund, Pruski & Anderb.
- Anisopappus buchwaldii (O.Hoffm.) Wild
- Anisopappus burundiensis Lisowski
- Anisopappus chinensis Hook. & Arn.
- Anisopappus corymbosus Wild
- Anisopappus davyi S.Moore
- Anisopappus discolor Wild
- Anisopappus exellii Wild
- Anisopappus fruticosus S.Ortiz & Paiva
- Anisopappus grangeoides (Vatke & Höpfner) Merxm.
- Anisopappus holstii (O.Hoffm.) Wild
- Anisopappus junodii Hutch.
- Anisopappus kirkii (Oliv.) Brenan
- Anisopappus lastii (O.Hoffm.) Wild
- Anisopappus latifolius (S.Moore) B.L.Burtt
- Anisopappus lawalreanus Lisowski
- Anisopappus lejolyanus Lisowski
- Anisopappus longipes (Cass.) Wild
- Anisopappus madagascariensis (Less.) Bengtson & Anderb.
- Anisopappus marianus Lawalrée
- Anisopappus oliverianus Wild
- Anisopappus orbicularis (Humbert) Wild
- Anisopappus paucidentatus Wild
- Anisopappus petitianus Lisowski
- Anisopappus pinnatifidus O.Hoffm. ex Hutch.
- Anisopappus pseudopinnatifidus S.Ortiz & Paiva
- Anisopappus pumilus (Hiern) Wild
- Anisopappus rhombifolius Wild
- Anisopappus robynsianus Lisowski
- Anisopappus rogersii G.Taylor
- Anisopappus schinzii (O.Hoffm.) Bengtson, M.Englund, Pruski & Anderb.
- Anisopappus scrophulariifolius (Baker) Wild
- Anisopappus smutsii Hutch.
- Anisopappus stuhlmannii (O.Hoffm.) Bengtson, M.Englund, Pruski & Anderb.
- Anisopappus sylvaticus (Humbert) Wild
- Anisopappus tenerus (S.Moore) Brenan
- Anisopappus upembensis Lisowski

### Sinonimi
Sono elencati alcuni sinonimi per questa entità:
- Astephania Oliv.
- Cardosoa  S.Ortiz & Paiva
- Eenia  Hiern & S.Moore
- Epallage  DC.
- Helicta  Less.
- Meyerafra  Kuntze
- Philyrophyllum  O.Hoffm.
- Sphacophyllum  Benth.
- Stephania  Kuntze
- Temnolepis  Baker